# Webera peruviana
Webera peruviana là một loài Rêu trong họ Bryaceae. Loài này được (Spruce ex Mitt.) Broth. miêu tả khoa học đầu tiên năm 1904.